# Wereldlichtjesdag

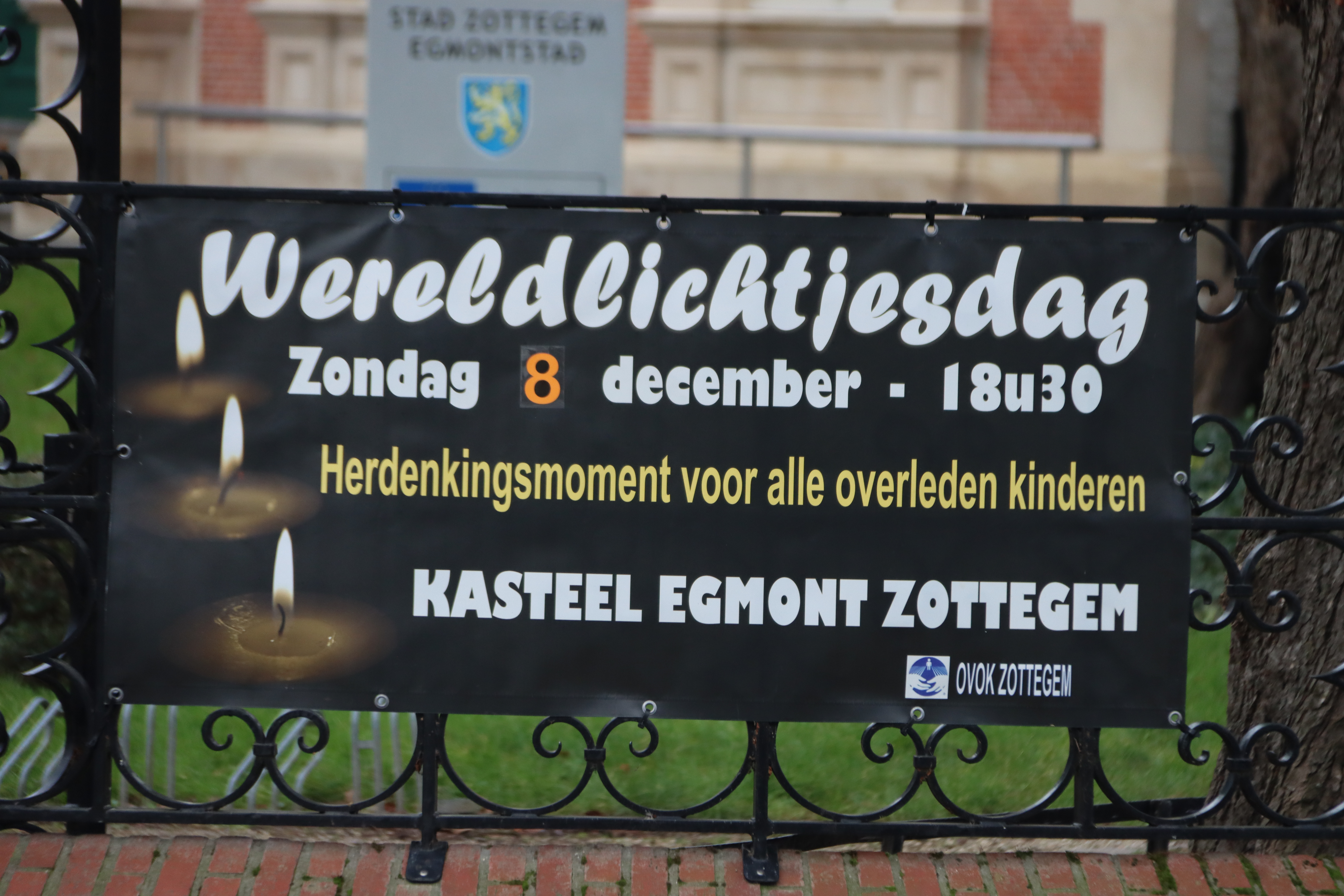
Wereldlichtjesdag, Zottegem

Wereldlichtjesdag is een herdenkingsdag die jaarlijks plaatsvindt op de tweede zondag van december. 
Wereldlichtjesdag bestaat sinds 1997 in de Verenigde Staten (The Compassionate Friends' Worldwide Candle Lighting Day). De dag werd georganiseerd door The Compassionate Friends, een organisatie die oorspronkelijk werd gesticht door de Britse kapelaan Simon Stephens in Warwickshire Hospital. Het gebruik verspreidde zich nadien over talloze landen. Om 19 uur plaatselijke tijd worden er op die dag kaarsen aangestoken ter nagedachtenis aan overleden en vermiste kinderen.